# فلورنسویل بریستول
فلورنسویل بریستول (به انگلیسی: Florenceville-Bristol) یک منطقهٔ مسکونی در کانادا است که در کارلتون,  نیوبرانزویک واقع شده‌است. فلورنسویل بریستول ۱۵٫۶۱ کیلومتر مربع مساحت و ۱٬۶۰۴ نفر جمعیت دارد و ۱۵۰ متر بالاتر از سطح دریا واقع شده‌است.